# 東京都交通局9000形電車
東京都交通局9000形電車（とうきょうとこうつうきょく9000がたでんしゃ）は、2007年（平成19年）5月27日に営業運転を開始した東京都交通局の路面電車（都電）車両。

## 概要
2006年（平成18年）3月、東京都交通局は都電荒川線の活性化策の一つとして、また2001年に6000形6152号が廃車となって以降、存在していなかったイベント用車両の復活の要望が都民より高かったこともあり、その6000形以来の6年振りのイベント車両として、8500形以来となる新型車両を、2007年5月までに2億円の予算を投入し、レトロ車両として1両を導入することを決定した。そこで、登場したのが本形式である。
なお、7500形の老朽取替の目的もあった。

## 車体

### 外観
本形式は全鋼鉄製の2軸ボギー電動客車である。8500形と同様の車体寸法で、入口が片開き、出口が両開きのドアの構造・位置も同様だが、前述の計画に従ってレトロ車両（モチーフは明治から昭和初期の東京市電の車両）としての装飾が与えられているため、外見の印象は大幅に異なっている。
屋根は見かけ上二重構造とし、前照灯は丸形のものを窓下中央に1個、その他に補助灯として窓上部の端に2個配置した。窓は前面窓は3枚窓、戸袋窓は丸窓で、その他の側窓も上部に丸みを持たせた。前面には7000形と同様にLED式の行先表示器を設置しているほか、右下にサボ受けが設置されている。塗色は上部がクリーム、下部がエンジ（9001号車）・ブルー（9002号車）のツートンカラーで、アクセントに金色の模様が施され、前面上部に東京都交通局の局紋が装飾された。
9001号車は財団法人日本宝くじ協会からの公益事業への助成を受けて製造されたため、前面の右下には「宝くじ号」と表記されている。
集電装置はシングルアームパンタグラフを採用、空調装置は二重屋根になった部分に隠されている屋根上集中式、冷房能力は24.42 kW（21,000 kcal/h）で、7000形や7500形と同一である。
なお、当初のデザイン画にはトロリーポールや前方に突出した網式の救助器が描かれていたが、実際に本形式を製造するにあたり、現状に合うパンタグラフや救助器に変更された。

### 内装
内装は木目調を採用し、床はフローリングである。照明は間接式が採用されたが、天井色を白色とすることで室内の明るさを確保している。さらに丸形の窓や真鍮製の手すり、緑色の地に模様を施された座席などでレトロムードを演出させる。客室定員は8500形8501号車では65名だったが、本形式ではロングシートを1人増やして9人掛けとし、座席22名・立席42名で合わせて1名減の64名となった。さらに、3人ごとの腰掛け仕切りを兼ねた縦型の握り棒を新設した。
乗務員室との仕切り部には、従来からの運行案内に使用するLED式表示器の他に多目的での使用が可能な20インチの液晶表示器が設置された。これはイベント時の使用を想定して設置したもので、詳しい使用方法は電車部で検討中であったが、営業運転開始後は9001号車の製造記録や車両案内などのPRに使用されている。さらに、イベント設備としてカラオケ機器や照明設備も用意されている。
バリアフリーにも配慮し、従来行われていた車椅子スペース専用の降車合図ブザーに加え、つり革を従来より100 mm低く設ける、優先席部に黄色の三角形のつり革を設置する、車椅子スペースを従来車よりも1か所多い2か所設置する、腰の高さの握り棒を装備する、車いす固定用のベルトを装備する、などの対策が追加された。また、都電荒川線は1990年代後期に停留場のプラットホームが嵩上げされているためステップがないが、さらに床面高さを8500形よりも4 mm下げて786 mmとする、出入口部に20 mm傾斜を設ける、などしてホームとの段差をさらに縮小している。
車内の広告はレトロ調のもの（2009年3月現在、9001号車はカンロ飴、9002号車はオロナインH軟膏）が掲出されている。また、路線図は荒川線の他形式とは違い、本形式オリジナルの黄色いラインが施されたものになっている。

### 運転台周り
乗務員室は前面窓が3枚になったため、視界を確保する必要があること、さらに料金箱の関係で運転台位置は8500形よりも50 mm中央寄りに移動した。また、ハンドルの構成は従来車と取り扱い方式を合わせるため、主幹制御器とブレーキ設定器から構成する2ハンドル方式を採用した。なお、運転士が急病などの場合に自動的にブレーキがかかり停止する、都電初のデッドマン装置を備える。

### 主要機器

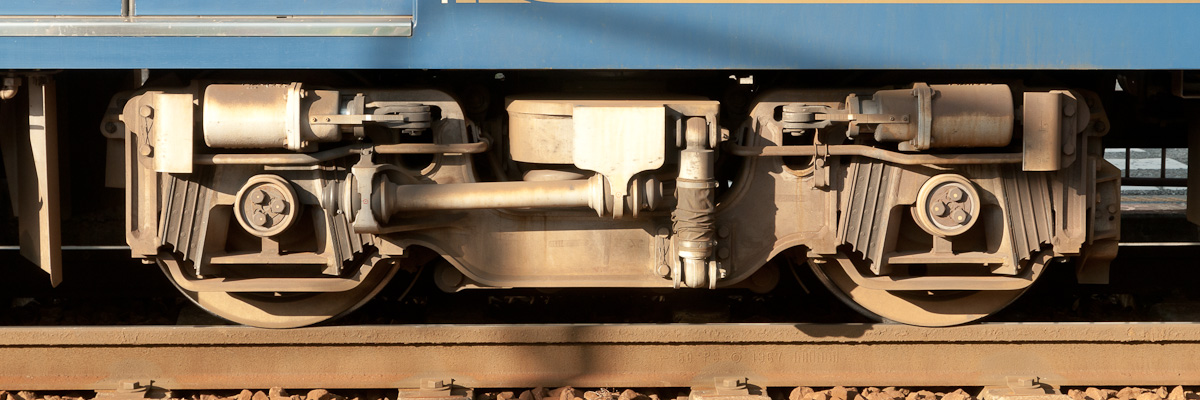
9000形の住友金属工業 FS91B形台車

制御装置は8500形に引き続きVVVFインバータ制御が採用されているが、素子方式は同形式のGTOサイリスタに代わってIGBTとされ、素子の冷却には床下機器のスペースが限定されるためファン使用の冷却方式を採用した。イメージ的には、同じくレトロ調の熊本市電8800形の101号車に近い。
ブレーキシステムは電気指令式空気ブレーキ方式で、応荷重機能と回生ブレーキ・発電ブレーキ付きである。また、ブレーキ制御に回生ブレーキと発電ブレーキを併用する制御を採用し、回生負荷が足りない時に発電抵抗器によりエネルギーを消費することで、安定したブレーキ力を確保できるようにした。保安ブレーキは平成13年関東運輸局通達に従い、空気タンクと逆止弁などの二重化を図った。2006年（平成18年）6月に発生した追突事故への対策として在来車に設置されたブレーキランプも設置されている。さらに速度40 km/hを超過して加速することがないように速度リミッターを追加した。
戸閉装置は空気式で、入口に片開き式で有効幅1000 mmのY6形を、出口に両開き式の有効幅1300 mmのY4形のものを採用した。
主電動機の製造メーカーは変更されたが、1時間定格出力は8500形と同じ60 kWである。同形式と同じ自己通風方式のかご形三相誘導電動機を採用している。駆動装置との結合は従来通りWN継手を採用、車両1両への搭載台数は2台である。
車輪は丸リング付き防音一体圧延車輪であり、車輪径は新品時660 mmである。本形式用の台車はほぼ同形式と同一の設計だが、車両の床面高さを下げるため軸ばねを少し固くしてばねの全長を短くすることで、同形式と比較して4 mmではあるが、床面高さを下げることができた。

## 営業運転開始まで

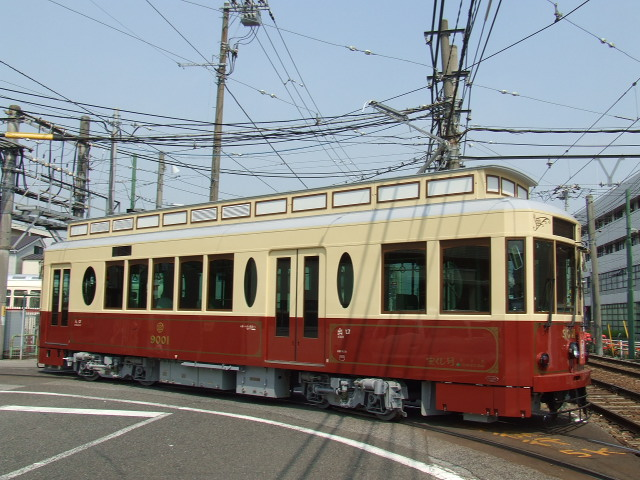
9000形の側面
（2007年5月23日 / 荒川電車営業所）

本形式の第1号である9001号車は、2007年3月にアルナ車両で製造され、同月22日にトレーラーに搭載されて同社を出発、2日後の24日早朝に荒川電車営業所に搬入された。また、営業運転に入る前の試運転中は前面中央上の早稲田方に「試運転中 急停止します」の貼り紙が掲出された。
そして、同年5月26日に改修工事が完了したばかりの三ノ輪橋停留場で記念式典が開催され、女優の名取裕子らを招いて専用の記念列車が運行された。また、この日は荒川電車営業所で「路面電車の日」記念イベントが開催され、撮影会での展示車両に抜擢された。その後、翌27日から通常の営業運転を開始した。
さらに、同年6月10日まで7000形の7001・7008・7010の3両に本形式の導入を記念して花電車をあしらったラッピングが車体全体に施され、側面に「平成19年 新しく懐かしく レトロ車両 都電荒川線が変わります」のメッセージが施されていた。
本形式は、6000形（6152号車）以来のイベント車両としての運用のほか、定期運用や貸切運用にも充当されている。また、本形式の投入に関連して三ノ輪橋や庚申塚など一部停留場の改修（レトロ電車との景観に合わせる目的でガス灯を模した照明の設置など）を行っている。
2009年（平成21年）1月31日からは9002号車が営業運転を開始した。なお、同年2月8日には荒川電車営業所にて9001号車と並んでのデビューイベントが開催された。6月7日の路面電車の日にも2両が撮影会での展示と臨時電車での運用に抜擢された。

## 運用
- 2009年6月までは原則として毎週土曜日に定期運行されていたが、現在はほかの車両と共通運用されている。
- 2007年10月には、「鉄道の日」の記念プレートを装着して運用されていた。
- 2007年12月のクリスマスシーズンには、前面右下にプレートを装着するとともに前面ライト周りにリボンとリースを装着し、また窓周りにはクリスマスツリー・雪だるま・サンタクロースのステッカーが貼付された。
- レトロ調車両であることに配慮し、他の形式で施されている広告ラッピングは、本形式では実施しない。